# ラモン・ラミレス (サッカー選手)
ヘスス・ラモン・ラミレス・セセーニャ（Jesús Ramón Ramírez Ceceña、1969年12月5日 - ）は、メキシコの元サッカー選手。元メキシコ代表。ポジションはミッドフィールダー。

## 来歴
1991年にメキシコ代表デビュー。1993年にはコパ・アメリカで準優勝、FIFAコンフェデレーションズカップで優勝、翌年の1994 FIFAワールドカップにも出場した。1996、1998 CONCACAFゴールドカップでも優勝、大会3連覇を果たした。その後、1998 FIFAワールドカップにも出場、FIFAコンフェデレーションズカップ1999も優勝した。2000年まで10年間メキシコ代表でプレー、通算121試合に出場、15得点をあげた。

## 代表歴

### 出場大会
- メキシコ代表
  - 1994 FIFAワールドカップ
  - 1998 FIFAワールドカップ

### 試合数
- 国際Aマッチ 121試合 15得点（1991年-2000年）[1]

| メキシコ代表 | 国際Aマッチ | 国際Aマッチ |
| 年           | 出場        | 得点        |
| ------------ | ----------- | ----------- |
| 1991         | 1           | 0           |
| 1992         | 0           | 0           |
| 1993         | 22          | 5           |
| 1994         | 10          | 1           |
| 1995         | 12          | 1           |
| 1996         | 15          | 4           |
| 1997         | 17          | 1           |
| 1998         | 11          | 1           |
| 1999         | 18          | 0           |
| 2000         | 15          | 2           |
| 通算         | 121         | 15          |